# Smicridea holzenthali
Smicridea holzenthali là một loài Trichoptera thuộc họ Hydropsychidae. Chúng phân bố ở vùng Tân nhiệt đới.